# 가오슝역
가오슝역은 가오슝 첩운 홍선와 타이완 철로 관리국철도의 역이다.

## 역 구조

### 타이완 철로 관리국
승강장
| 1-8   | 1-3A승강장          |  | ■2012년 5월 26일 삭제. |                                                 |
| 9     | 3B                  |  | ■종권선                | 타이난, 자이, 타이중, 수린, 타이베이, 지룽 방면 |
| 9     | 3B                  |  | ■핑동선                | 핑둥, 팡랴오 방면                               |
| 9     | 3B                  |  | ■남회선 ■동부강선      | 타이둥, 화롄, 이란 방면                         |
| 10    | （승강장은 없어요） |  | ■입환 라인             | N/A                                             |
| 11 12 | 4A 4B               |  | ■종권선                | 자이, 타이베이 방면                             |
| 13 14 | 5A 5B               |  | ■핑동선                | 핑둥, 팡랴오 방면                               |
| 13 14 | 5A 5B               |  | ■남회선 ■동부강선      | 타이둥, 화롄, 이란 방면                         |
| 15    | （승강장은 없어요） |  | ■입환 라인             | N/A                                             |

마루
| 3층 | 재계구 대기구 | 티켓 게이트, 화장실, 상점                                        |
| 2층 |               | 웹 마스터 방, 일반 사무실, 맥도날드                              |
| 1층 | 역 홀         | 티켓구, 자동 발매기, 화장실, 철도 경찰청, 상점, 여행 안내 데스크 |

### 첩운

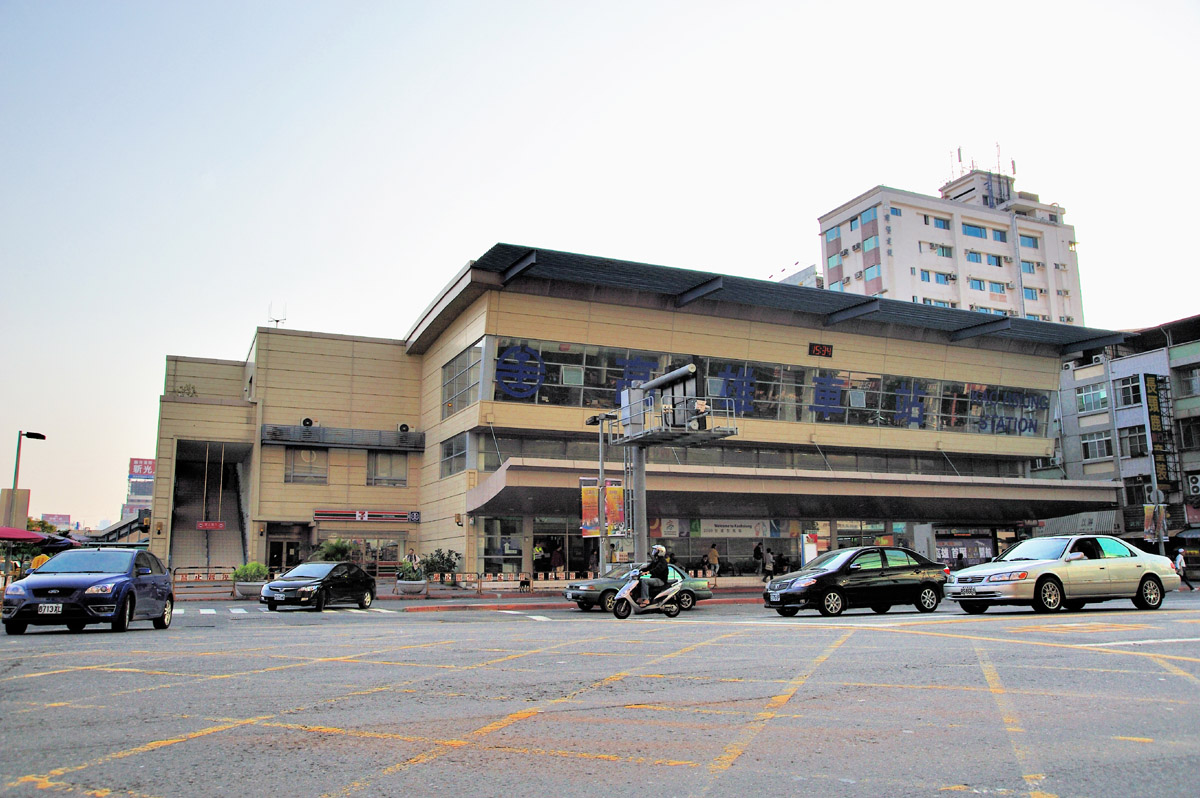
가우슝후역

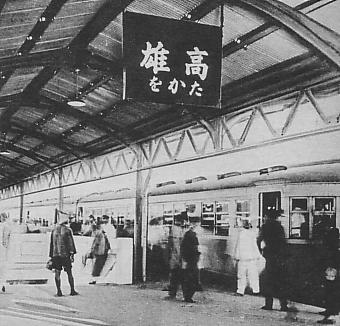
일제 강점기의 가우슝역

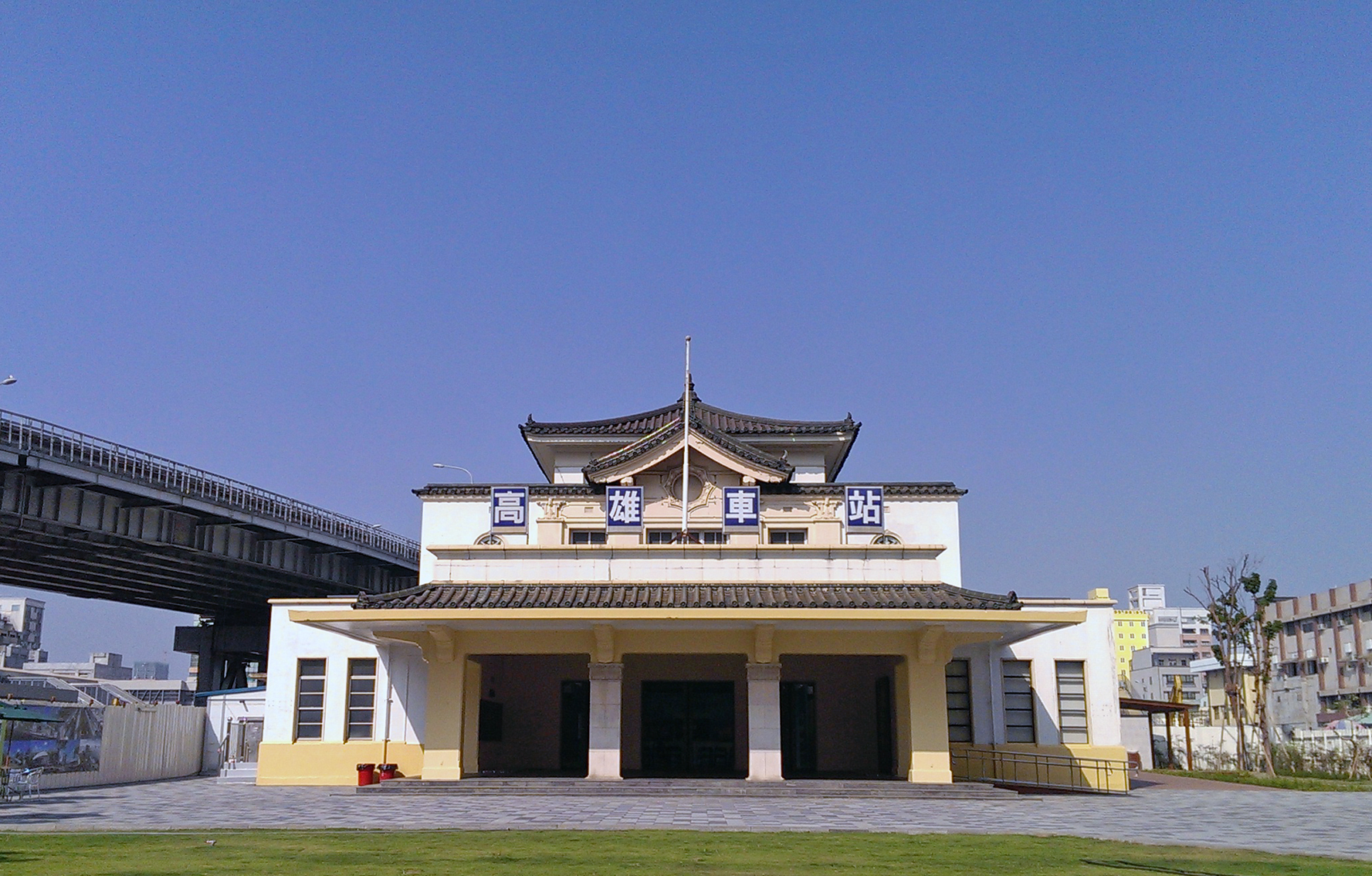
지난 역지방, 현재은 비전 하우스이다.

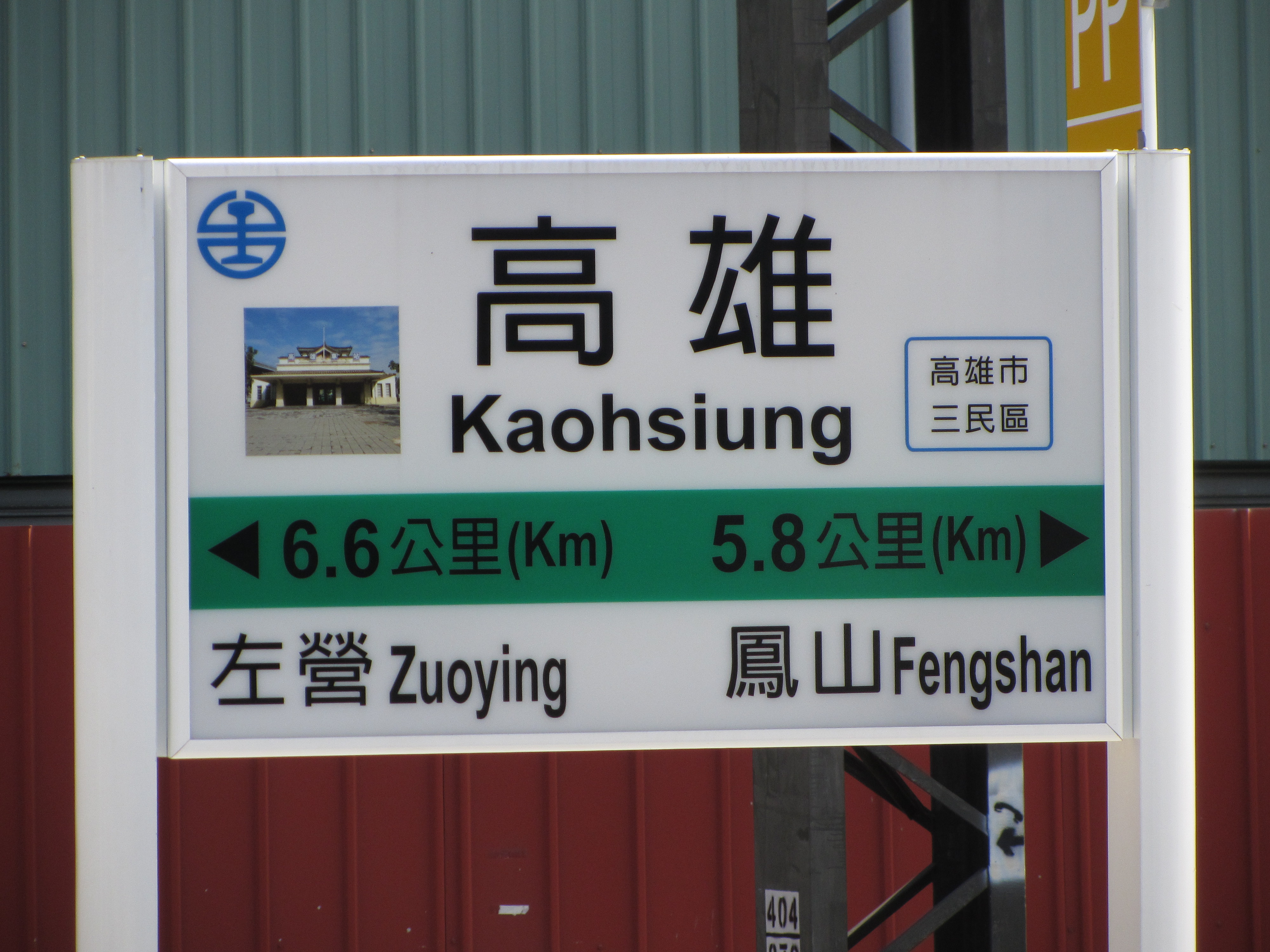
가우슝대역 인접 역의 주행 거리 게시판

| 지면     | 출입구                            | 출입구                                              |
| 지하 3층 | 승강장                            | 출입구                                              |
| 지하 3층 | 승강장                            | 화장실                                              |
| 지하 4층 | 1호 플랫폼                        | ←가오슝 첩운 홍선 샤오강방면（포르모사 불로보드역） |
| 지하 4층 | 플랫폼，문의 왼쪽 / 오른쪽 열린다 |                                                     |
| 지하 4층 | 2호 플랫폼                        | 가오슝 첩운 홍선 남강산방면（호우이 역）→           |

## 역 출입구
역의 위치에서 서쪽 한 출입구 1역이있고, 남동쪽에서 위치한 출입구 2역과, 북동쪽에 위치한 출입구 3역，접근성엘리베이터에 위치한 출입구 1역이있다.
역의 남쪽 끝에 위치한 출입구 1에서는 접근성엘리베이터에 있다.
- 출입구1：가우슝대역，비전 하우스